# Seznam del Poldeta Bibiča
Delo Poldeta Bibiča

## Pomembne vloge
- Njegova prva premiera je bila v SNG Drami v Ljubljani,
- najuspešnejša filmska vloga je bil lik Ata v filmu Moj ata, socialistični kulak.

## Celovečerni filmi
- Trenutki odločitve, 1955
- Dobro morje, 1958
- Dobri stari pianino, 1959
- Akcija, 1960
- Balada o trobenti in oblaku, 1961
- Zarota, 1964
- Ne joči, Peter, 1964
- Samorastniki, 1965
- Zgodba, ki je ni, 1967
- Grajski biki, 1967
- Na papirnatih avionih, 1967
- Kekčeve ukane, 1968
- Poslednja postaja, 1971
- Cvetje v jeseni, 1973
- Begunec, 1973
- Let mrtve ptice, 1973
- Bele trave, 1967
- Vdovstvo Karoline Žašler, 1967
- Iskanja, 1979
- Boj na požiralniku, 1980
- Razseljena oseba, 1982
- Dih, 1983
- Trije prispevki k slovenski blaznosti – Kronika zločina, 1983
- Veselo gostivanje, 1984
- Dediščina, 1984
- Heretik, 1968
- Moj ata, socialistični kulak, 1987
- Remington, 1988
- Ječarji, 1990
- Primož Trubar, (1985)
- Storyeva kmetija,
- Samomorilec dramatika Erdmana,
- Volpun dramatika Jonsona.

## Vloge v gledališču
v letih 2001 –
- 2006 Prvi grobar; Shakespeare/Müller: strojHamlet, r. Samo M. Strelec, Drama SNG Maribor
- 2005 Hugh; Brian Friel Translacije, r. Zvone Šedlbauer, SNG Drama Ljubljana
- 2003/04 Oče Amandus; Dominik Smole Krst pri Savici, SNG Drama Ljubljana
- 2002/03 Krause; Hauptmann Pred sončnim vzhodom, SNG Drama Ljubljana
- 2002 Eddie Waters; Griffiths Komiki, Drama SNG Maribor
- 2001/2002 General; Głowacki Četrta sestra, SNG Drama Ljubljana
- 2001/02 Pretepalec, Pisarniški ravnatelj, Duhovnik; Kafka Proces, SNG Drama Ljubljana
- 2000/01 Lucifer, Judež, Hudič, Jud, Kupido; Škofjeloški pasijon, SNG Drama Ljubljana

v letih 1991 - 2000
- 2000 Trije botljivci: Belcer; Rudi Šeligo Kamenje bi zagorelo, r. Janez Pipan, SNG Drama Ljubljana
- 1999/2000 Simeonov-Piščik (vskok); Čehov Češnjev vrt, SNG Drama Ljubljana
- 1997/98 Policijski uradnik; Molière Tartuffe, MGL
- 1997 Rodion Nikolajevič; Aleksej Nikolajevič Arbuzov Staromodna komedija, r. Marko Sosič, SSG Trst
- 1997 Primož Trubar; Matjaž Kmecl Trubar, PG Kranj
- 1996 Cigan; Evald Flisar Poslednja nedolžnost, r. Sladjana Vujović, Slovensko komorno gledališče, Ljubljana
- 1996 Nikolaj Nikolajevič Rembrandt; Evald Flisar Jutri bo lepše, r. Matija Logar, PG Kranj
- 1995 Župnik; Ivan Cankar Hlapci, r. Mile Korun, SNG Drama Ljubljana
- 1994 Duh; Vinko Möderndorfer Hamlet in Ofelija, r. Vinko Möderndorfer, SNG Drama Ljubljana
- 1994 Grobar; William Shakespeare Hamlet, r. Janez Pipan, SNG Drama Ljubljana
- 1994 Falstaff; William Shakespeare Kralj Henrik IV., r. Paro Georgij, SNG Drama Ljubljan
- 1993 Natakar, Franz; Arthur Schnitzler Anatol, r. Zvone Šedlbauer, SNG Drama Ljubljana
- 1992 Luka (obnovljena uprizoritev EG Glej); Pavle Lužan Živelo življenje, Luka De, SNG Drama Ljubljana
- 1991 Recitator; Gledališki antibarbarus, SNG Drama Ljubljana
- 1991 Martin Doul; John Millington Synge Svetniški vrelec, r. Georgij Paro, SNG Drama Ljubljana
- 1991 Filippo; Carlo Goldoni Počitniška trilogija, r. Mario Uršič, SNG Drama Ljubljana
- 1991 Venceslav; Jakob Michael Reinhold Lenz Domači učitelj ali prednosti privatne vzgoje, r. Janez Pipan, SNG Drama Ljubljana

v letih 1981 – 1990
- 1990 Davies; Harold Pinter Hišnik, r. Jaša Jamnik, PG Kranj
- 1989 Polkovnik Kottwitz (vskok); Heinrich von Kleist Princ Homburški, r. Barbara Hieng Samobor, SNG Drama Ljubljana
- 1989 Jožef; Drago Jančar Zalezujoč Godota, r. Marko Sosič, SNG Drama Ljubljana
- 1989 Polkovnik Perišić; Dragoslav Mihailović Ko so cvetele buče, r. Vinko Möderndorfer, SNG Drama Ljubljana
- 1988 Voditelj Marek; Drago Jančar Dedalus, r. Zvone Šedlbauer, SNG Drama Ljubljana
- 1988 Otto Marvuglia; Eduardo de Filippo, Velika magija, r. Boris Kobal, SNG Drama Ljubljana
- 1987 Čebutikin; Anton Pavlovič Čehov Tri sestre, r. Vito Taufer, Drama SNG Maribor

v letih 1971 – 1980
- 1980 Voranc; Dane Zajc Voranc, r. Mile Korun, SNG Drama Ljubljana
- 1980 Recitator; Titova beseda 1940-1945, Rojstvo nove Jugoslavije, r. Božo Šprajc, SNG Drama Ljubljana
- 1980 Komar; Ivan Cankar Hlapci, r. Mile Korun, SNG Drama Ljubljana
- 1980 Knez; William Shakespeare Milo za drago, r. Georgij Paro, SNG Drama Ljubljana
- 1978 Sluga; Miroslav Krleža Gospoda Glembajevi, r. France Jamnik, SNG Drama Ljubljana
- 1978 Recitator; Večer črnogorske poezije, SNG Drama Ljubljana
- 1978 Recitator; Recital, posvečen rojstvu KPS (vskok), SNG Drama Ljubljana
- 1978 Recitator; Oton Zupančič Samogovori, r. Dušan Mlakar, SNG Drama Ljubljana
- 1978 Pjotr Ivanovič Suslov; Maksim Gorki Letoviščarji, r. Zvone Šedlbauer, SNG Drama Ljubljana
- 1977 Lukul; William Shakespeare Timon Atenski (alt.), r. Zvone Šedlbauer, SNG Drama Ljubljana
- 1977 Cromo; Luigi Pirandello Velikani z gore, r. Žarko Petan, SNG Drama Ljubljana
- 1977 Florjan Falac; Gregor Strniša Ljudožerci, r. Mile Korun, MGL, Ljubljana
- 1976 Marinar Sawney; John Arden Živite kot svinje; r. Zvone Šedlbauer, SNG Drama Ljubljana
- 1975 Zlodej; Ivan Cankar Pohujšanje v dolini Šentf1orjanski, r. Žarko Petan, MGL, Ljubljana
- 1975 Slattery; David Malcom Storey Kmetija, r. Marjan Bevk, MGL in AGRFT Ljubljana
- 1974 Čarodej; Ödon von Horwath Pripovedke iz dunajskega gozda, r. Žarko Petan, MGL Ljubljana
- 1973 Luka D; Pavle Lužan Živelo življenje Luke D (Monodrama), r. Iztok Troy, EG Glej, Ljubljana
- 1973 Poche Victor Emmanuel Chandebise; Georges Feydeau Bolha v ušesu, r. Žarko Petan, MGL, Ljubljana
- 1973 Ubaldo; Dušan Jovanović Življenje podeželskih plejbojev po drugi svetovni vojni ali Tuje hočemo - svojega ne damo, r. Zvone Šedlbauer, MGL Ljubljana
- 1973 Peter; Andrej Hieng Lažna Ivana, r. Dušan Jovanović, MGL, Ljubljana
- 1971/72 Ralph; Veber Pogodba, MGL, Ljubljana
- 1971/72 Podsekalnikov; Erdman Samomorilec, MGL, Ljubljana
- 1971/72 Kralj Bazilij; Calderon Žvljenje je sen, SLG Celje
- 1970/71 Točaj; Strniša Žabe ali Prilika o ubogem in bogatem Lazarju, SNG Drama Ljubljana
- 1970/71 Prvi morilec; Shakespeare Macbeth, SNG Drama Ljubljana
- 1970/71 Krišpin; Benavente Roka roko umije, SNG Drama Ljubljana
- 1970/71 Harry; Bond Rešen, EG Glej, Ljubljana
- 1970/71 Antibraks; Zupan Aleksander praznih rok, SNG Drama Ljubljana

v letih 1961 – 1970
- 1969/70 Zdravnik; Ionesco Kralj umira, SNG Drama Ljubljana
- 1969/70 Sozija; Giraudoux Amfitrion 38, SNG Drama Ljubljana
- 1969/70 Pisar Klikot; Slavko Grum Dogodek v mestu Gogi, SNG Drama Ljubljana
- 1969/70 Mosca; Jonson Volpone ali Lisjak, SNG Drama Ljubljana
- 1968/69 Von der Golz; Kleist Princ Homburški; SNG Drama Ljubljana
- 1968/69 Polonij; Stoppard Rozenkranc in Gildenstern sta mrtva, SNG Drama Ljubljana
- 1968/69 Polonij; Shakespeare Hamlet, SNG Drama Ljubljana
- 1968/69 Lupo; Smole Krst pri Savici, SNG Drama Ljubljana
- 1968/69 Glas iz zvočnika; Miklavc Pomarančnikov jubilej, SNG Drama Ljubljana
- 1967/68 Recitator; Kačič Lok (Večer poezije), SNG Drama Ljubljana
- 1967/68 Pozzo; Beckett Čakajoč na Godota, SNG Drama Ljubljana
- 1967/68 Meščan Argosa, Orestes, Agamemnon (vskok); Aishilos Oresteia, SNG Drama Ljubljana
- 1967/68 Lord Herington; Linhart Miss Jenny Love, SNG Drama Ljubljana
- 1967/68 Krčmar; Ivan Cankar Hlapci, SNG Drama Ljubljana
- 1967 Šesti brat, Klovn Brechtoll; Eugene Ionesco Žeja in lakota, r. Žarko Petan, SNG Drama Ljubljana
- 1967 Sodnik; Miha Remec Delavnica oblakov (vskok), r. Mile Korun, SNG Drama Ljubljana
- 1967 Priam; William Shakespeare Troilus in Kresida (vskok), r. France Jamnik, SNG Drama Ljubljana
- 1967 Džovanin; Carlo Goldoni Primorske zdrahe, r. Miran Herzog, SNG Drama Ljubljana
- 1967 Andrej; Danilo Lokar Konjiček, r. Balbina Baranovič, EG, Ljubljana
- 1966 Vojvoda Norfolški; Robert Bolt Človek za vse čase, r. Slavko Jan, SNG Drama Ljubljana
- 1966 Jean Paul Marat; Peter Weiss Zasledovanje in usmrtitev Jeana Paula Marata, r. Mile Korun, SNG Drama Ljubljana
- 1965 Stotnik Schone, Kmet; Jean Paul Sartre Hudič in ljubi bog, r. France Jamnik, SNG Drama Ljubljana
- 1965 Osredkar; Mirko Zupančič Dolina neštetih radosti, r. France Jamnik, SNG Drama Ljubljana
- 1965 Krištof Kobar-Peter; Ivan Cankar Pohujšanje v dolini Šentflorjanski, r. Mile Korun, SNG Drama Ljubljana
- 1965 Edek; Slavomir Mrožek Tango, r. Miran Herzog, SNG Drama Ljubljana
- 1964 Vasko; Georges Schehade Zgodba o Vasku, r. Andrej Hieng, SNG Drama Ljubljana
- 1964 Recitator; Gregor Strniša Samorog (Večer poezije), r. Mija Janžekovič, Oder 57 Ljubljana
- 1964 Recitator (Konec literarne krčme XVI); Ivan Cankar in slovenski igralci, Oder 57, Ljubljana
- 1964 Policaj; Smiljan Rozman Veter, r. Draga Ahačič, Gledališče Ad hoc, Ljubljana
- 1964 Norec; William Shakespeare Kralj Lear, r. Mile Korun, SNG Drama Ljubljana
- 1964 Martini; Silvano Ambrogi Birozavri, r. Jože Babič, SNG Drama Ljubljana
- 1964 Jason; Euripides Medeia, r. Andrej Hieng, SNG Drama Ljubljana
- 1964 Garibaldinec; Arthur Adamov Pomlad 71, r. Bojan Stupica, SNG Drama Ljubljana
- 1963 Uwe Sievers; Friedrich Duerrenmatt Fiziki (vskok), r. Andrej Hieng, SNG Drama Ljubljana
- 1963 Upravnik; Albert Camus Kaligula, r. Andrej Hieng, SNG Drama Ljubljana
- 1963 Prvi glas, Puch, Edwards; Dylan Thomas Pod mlečnim gozdom, r. Balbina Baranovič, EG Ljubljana
- 1963 Morilec z bodalom, Tretji gost; Vitomil Zupan Če denar pade na skalo, r. Viktor Molka, SNG Drama Ljubljana
- 1963 Mladi, Palko; Marjan Rožanc Stavba (vskok), r. Polde Bibič, Oder 57 Ljubljana
- 1963 Jetnik; Leon Kruczkowski Gubernator, r. Viktor Molka, SNG Drama Ljubljana
- 1963 Drugi kaznjenec; Peter Božič Kaznjenci, M. Janžekovičeva & Tone Slodnjak, Oder 57 Ljubljana
- 1962 Don Diego; Miloš Mikeln Administrativna balada, r. Mile Korun, SNG Drama Ljubljana
- 1962 Bill Bouns, Smollet; Stevens-Chancerel Otok zakladov, r. Staš Potočnik, SMG Ljubljana
- 1962 Andri;Max Frisch Andorra, r. Viktor Molka, SNG Drama Ljubljana
- 1961/62 Joseph; Felicien Marceau Jajce (vskok), r. Bojan Stupica, SNG Drama Ljubljana
- 1961 Suni Jaka; Bertolt Brecht / Kurt Weill Opera za tri groše, r. France Jamnik SNG Drama Ljubljana
- 1961 Recitator; Kri v plamenih (Večer pesmi socialnega protesta in ljudske vstaje), r. Balbina Baranovič, EG Ljubljana
- 1961 Nušič-Jokavi, Dijak Stambolič, Knjigarnar; Borislav Mihajlović Mihiz Avtobiografija, r. Mile Korun, SNG Drama Ljubljana

v letih 1951 – 1960
- 1960 Turist; Miroslav Krleža Aretej ali Legenda o sveti Ancili, r. Slavko Jan, SNG Drama Ljubljana
- 1960 Recitator; Federico Garcia Lorca Pesem hoče biti luč (Večer poezije), r. Balbina Baranovič, EG Ljubljana
- 1960 Princ; Nicholas Stuart Gray Lepota in zver, r. Balbina Baranovič, SMG Ljubljana
- 1960 Popotnik; Anton Pavlovič Čehov Češnjev vrt, r. Viktor Molka, SNG Drama Ljubljana
- 1960 Mož; Tennessee Williams Orfej se spušča, r. France Jamnik, SNG Drama Ljubljana
- 1960 Hamm; Samuel Beckett Konec igre, r. Balbina Baranovič, EG Ljubljana
- 1960 Gusman; J. P. B. Moliere Don Juan ali Kamniti gost, r. Mile Korun, SNG Drama Ljubljana
- 1960 Bobo; Lorraine Hansberry Grozdna jagoda v soncu, r. Viktor Molka, SNG Drama Ljubljana
- 1959 Monks; Muriel Browne Oliver Twist, Balbina Baranovič, SMG Ljubljana
- 1959 Mefisto; Johann Wolfgang Goethe Faust, r. Balbina Baranovič, EG Ljubljana
- 1959 Mac Morris; William Shakespeare Kralj Henrik V., r. Bratko Kreft, SNG Drama Ljubljana
- 1959 Lars; Otto Leck Fischer Prosti dan, r. Viktor Molka, SNG Drama Ljubljana
- 1959 Gašper; Matej Bor Zvezde so večne, r. Slavko Jan, SNG Drama Ljubljana
- 1959 Frace; Pavel Golia Sneguljčica, r. Mile Korun, SNG Drama Ljubljana
- 1959 Filip II; Michel Ghelderode Escurial, r. Franci Križaj, Oder 57, Ljubljana
- 1959 Fant; Shelagh Delaney Življenje v zagati, r. Bratko Kreft, SNG Drama Ljubljana
- 1959 Don Rainmond Taxis; Friedrich Schiller Don Karlos, r. Slavko Jan, SNG Drama Ljubljana
- 1958 Recitator; Dane Zajc Tolmuni teme(Večer poezije), r. J. Koruza, Oder 57
- 1958 Prvi častnik; N. D. Volkov Ana Karenina, r. Baldina Baranovič, SNG Drama Ljubljana
- 1958 Pete; William Faulkner, Requiem za vlačugo, Balbina Baranovič, EG Ljubljana
- 1958 Oboroženi nemški vojak; Bertolt Brecht Švejk v drugi svetovni vojni, r. France Jamnik, SNG Drama Ljubljana
- 1958 Julijan Ščuka; Ivan Cankar Za narodov blagor, r. Mile Korun, SNG Drama Ljubljana
- 1958 Jan; Jaroslaw Iwaszkiewicz Poletje v Nohantu, r. Bratko Kreft, SNG Drama Ljubljana
- 1958 Foskin; Vladimir Vladimirovič Majakovskij Velika žehta, r. Viktor Molka, SNG Drama Ljubljana
- 1958 Advokat; Jože Javoršek Veselje do življenja, r. Jože Javoršek, Oder 57, Ljubljana
- 1957 Zelo mlad delavec, Hlapec pri Ludovici; Bertolt Brecht Kavkaški krog s kredo, r. France Jamnik, Drama SNG Ljubljana
- 1957 Zbor; Sofokles Kralj Oidipus, r. Slavko Jan, SNG Drama Ljubljana
- 1957 Zbor mornarjev; Vitalevič Vsevolod Višnevskij Optimistična tragedija, r. Bratko Kreft, SNG Drama Ljubljana
- 1957 Rihtni hlapec; Anton Tomaž Linhart Ta veseli dan ali Matiček se ženi, r. Viktor Molka, SNG Drama Ljubljana
- 1957 Platon Poslednji dnevi Sokrata, r. Balbina Baranovič, EG Ljubljana (vskok v sezoni 1959/60)
- 1957 Jermolaj Aleksejevič Lopahin; Anton Pavlovič Čehov Češnjev vrt, r. Jože Pogačnik, AIU Ljubljana
- 1957 Drugi sluga, Curtis; William Shakespeare Ukročena trmoglavka, r. Viktor Molka, SNG Drama Ljubljana
- 1957 Dr. Pucelj sky; Matkovič Na koncu poti (odlomki), AIU Ljubljana
- 1956 Vratar; William Shakespeare Historija o Henriku IV., II. del, r. Bratko Kreft, SNG Drama Ljubljana
- 1956 Starček, Jean Giraudoux Norica iz Chaillota, r. Bratko Kreft, Mirko Mahnič, SNG Drama Ljubljana
- 1956 Muri; Janko Moder / Igor Ajdič Janko in Metka, r. France Jamnik, SNG Drama Ljubljana
- 1956 Ilegalec; Arthur Miller Pogled z mostu, r. Slavko Jan, SNG Drama Ljubljana
- 1956 Cauchon; Jean Anouilh Škrjanček, r. Mirč Kragelj, AIU Ljubljana
- 1956 Brus; William Shakespeare Kakor vam drago, r. Marjan Belina, AIU Ljubljana
- 1955 Vojak 2; Ferdinand Bruckner Elizabeta Angleška, r. Bratko Kreft, SNG Drama Ljubljana
- 1955 Fjodorov znanec; Krešimir Sidor / Borislav Mrkšić Bele noči, r. Rosanda Sajko, AIU Ljubljana
- 1955 Pes Čuvaj; Pavel Golia Jurček, r, Viktor Molka, SNG Drama Ljubljana
- 1955 1. Popotnik; William Shakespeare Historija o Henriku IV. I. del, r. Bratko Kreft, SNG Drama Ljubljana
- 1954 Bertrandou, Vratara, Pesnik; Edmond Rostand Cyrano de Bergerac, r. Slavko Jan, SNG Drama Ljubljana
- 1953 Šerifov pomočnik; Eugene O'Neill Strast pod bresti, r. Juro Kislinger, AIU

## Vloge na filmu in televiziji
2001-
- 2005 Martin Krpan - postrešček Jaka; Ljubljana je ljubljena, r. Matjaž Klopčič
- 2004 Ruševine, r. Janez Burger
- 2001 Sorodne duše (TV etuda, prod. AGRFT), r. M. Naberšnik
- 2001 Doktor; Pavle (diplomski igrani), r. M. Naberšnik

1991-2000
- 1996 Triptih Agate Schwarzkobler, r. Matjaž Klopčič
- 1996 Peter in Petra, r. F. Arko

1981-1990
- 1990 Blaž Bahta; Dirigenti in muzikaši, r. K. Golik
- 1990 Franc; Ječarji, r. Marjan Ciglič, Studio 37 Ljubljana in Viba film Ljubljana
- 1988 Paznik; Remington, r. Damjan Kozole
- 1987 Ata; Moj ata socialistični kulak, r. Matjaž Klopčič, Viba film Ljubljana
- 1986 Primož Trubar; Heretik, r. Andrej Stojan, TV Ljubljana in Viba film Ljubljana
- 1984 Tomaž Vrhunc; Dediščina, r. Matjaž Klopčič, Viba film Ljubljana
- 1984 Stric Marko; Veselo gostivanje, r. France Štiglic, Viba film Ljubljana
- 1984 Silni; Leta odločitve, r. Boštjan Vrhovec, Viba film Ljubljana
- 1983 Psihiater; Trije prispevki k slovenski blaznosti, r. Žare Lužnik, Boris Jurjaševič, Mitja Milavec, Viba film Ljubljana
- 1983 Smiljan; Dih, r. Božo Šprajc, Viba film Ljubljana
- 1982 Židan; Razseljena oseba, r. Marjan Ciglič, Viba film Ljubljana in Vesna film Ljubljana
- 1982 Tone; Boj na požiralniku, r. Janez Drozg, Viba film Ljubljana in TV Ljubljana

1971-1980
- 1979 Don Pietro; Iskanja, r. Matjaž Klopčič, Viba film Ljubljana in Vesna film Ljubljana
- 1976 Žašler; Vdovstvo Karoline Žašler, r. Matjaž Klopčič, Viba film Ljubljana
- 1976 Juš; Bele trave, r. Boštjan Hladnik, Viba film Ljubljana in Vesna film Ljubljana
- 1974 Slikar Albert; Strah, r. Matjaž Klopčič, Viba film Ljubljana
- 1974 Pomladni veter, r. Rajko Ranfl, Viba film Ljubljana
- 1973 Ferenc; Let mrtve ptice, r. Živojin Pavlović, Viba film Ljubljana
- 1973 Malovrh; Begunec, r. Jane Kavčič, Viba film Ljubljana in FRZ Centar filmskih radnih zajednica Srbije, Beograd
- 1973 Dr. Janez; Cvetje v jeseni, r. Matjaž Klopčič, Vesna film Ljubljana in RTV Ljubljana
- 1971 Glas; Mrtva ladja, Rajko Ranfl, Slovenija film Ljubljana in Viba film Ljubljana
- 1971 Tone; Poslednja postaja, r. Jože Babič, Avtorski studio Ekran, Ljubljana in FRZ Centar filmskih radnih zajednica Srbije, Beograd

1955-1970
- 1968 Bedanec; Kekčeve ukane, r. Jože Gale, Viba film Ljubljana
- 1967 Marko; Na papirnatih avionih, r. Matjaž Klopčič, Viba film Ljubljana
- 1967 Predsednik; Grajski biki, r. Jože Pogačnik, Viba film Ljubljana
- 1967 Kitarist; Zgodba, ki je ni, r. Matjaž Klopčič, Viba film LJubljana
- 1964 Matija; Ne joči, Peter, r. France Štiglic, Viba film Ljubljana
- 1963 Samorastniki, r. Igor Pretnar, Triglav film Ljubljana
- 1961 Boltežar; Balada o trobenti in oblaku, r. France Štiglic, Triglav film Ljubljana
- 1955 Tiskar; Trenutki odločitve, r. František Čap, Triglav film Ljubljana

## Radijske vloge
v letih 1981 – 1990
- 1986 Pajac; Čeh Utrinek, RTV Ljubljana
- 1986 Ignac in slaba vest; Bor (Pavšič) Popoldanski počitek, RTV Ljubljana
- 1986 Drugi triumvir; Svabič Kritično poročilo, RTV Ljubljana
- 1985 Vsevišnji; Fabrio Mojster, RTV Ljubljana
- 1985 Tonač; Sušmel Svoboda jezdi na belcu, RTV Ljubljana
- 1985 Oče; Jesih Koloratura, RTV Ljubljana
- 1985 Mornar; Čeh Sumeči vodnjak, RTV Ljubljana
- 1985 Gabriele D'Annunzio; Dorst Prepovedani vrt, RTV Ljubljana
- 1985 Afanti; Kunaver (iz njgurskih ljudskih zgodb) Afanti, RTV Ljubljana
- 1984 Vratar; Peršak Dve, tri o termitih ali Jurčku bomo pomagali, RTV Ljubljana
- 1984 Tuna; Snajder Lesena Marija, RTV Ljubljana
- 1984 Tom Power; Frohlich De Mortuis ali nič mu ni manjkalo, RTV Ljubljana
- 1984 Pripovedovalec; Kapor Potem, RTV Ljubljana
- 1984 Pripovedovalec; Brenk Partizanka Katarina, RTV Ljubljana
- 1984 Pesnik; Čeh Stopicljaj in pesnik, RTV Ljubljana
- 1984 Pablo Neruda; Skarmeta Zgoča strpnost, RTV Ljubljana
- 1984 Nebesilo; Jovičić V precepu, RTV Ljubljana
- 1984 Moški II; Zlobec Svoj obraz iščoč, RTV Ljubljana
- 1984 Kapetan Rodrigo; Alvarez, Pekić Bermudski trikotnik, RTV Ljubljana
- 1983 Tretji glas - moški; Pinter Družinski glasovi, RTV Ljubljana
- 1983 Pripovedovalec; Aškenazy To, česar še ni bilo, RTV Ljubljana
- 1983 Martin Luther; Kratochwill Jasna beseda svetega pisma, RTV Ljubljana
- 1983 Ludvik; Marodic Kričač (II, IV, IX, X, XI, XII), RTV Ljubljana
- 1983 Henry; Beckett Pepel, RTV Ljubljana
- 1983 Dobri starec; Jarc Darkini zakladi, RTV Ljubljana
- 1983 Brejc; Kovič-Uršič Tekma, RTV Ljubljana
- 1982 Sonce; J. L. Zlobec Vroče počitnice, RTV Ljubljana
- 1982 Murn; Rupel Sanje starega Murna, RTV Ljubljana
- 1982 Moški; Sčepanović-Depolo Usta, polna prsti, RTV Ljubljana
- 1982 Hypnos; Gal Intenzivni oddelek, RTV Ljubljana
- 1982 Harry Stutenbiicker; Haiissler Morilec ne pozvoni, RTV Ljubljana
- 1982 Futšane; Leshoai Jeza prednikov, RTV Ljubljana
- 1982 Efge; Obrenović Podvig stoletja, RTV Ljubljana
- 1982 Benno; Rentzsch Trnek, RTV Ljubljana
- 1981 Tokkotai; Parker Tovariška večerja bivših mehanikovodreda Kamikaze, RTV Ljubljana
- 1981 Sin; Tabori Materina korajža, RTV Ljubljana
- 1981 Sef; Vlajković Med jogurtom in sanjami, RTV Ljubljana
- 1981 Marjan; Povše Odstop, RTV Ljubljana
- 1981 Majangwa; Serumaga Majangwa, obet dežja, RTV Ljubljana

v letih 1971 – 1980
- 1980 Veliki mojster; Petan Sanja, polna glava spanja, RTV Ljubljana
- 1980 Taksist; Arsovski Taksistova zgodba, RTV Ljubljana
- 1980 Pierre Veurne; Franck Obisk iz Pariza, RTV Ljubljana
- 1980 Ded; Mader Kako je bilo ali ni bilo, RTV Ljubljana
- 1980 Abelard; Harig Kaj mi ne da preiti iz slepila v resnico, RTV Ljubljana
- 1979 Poslušalec; Kalčič Ko bom velik, bom žaba, RTV Ljubljana
- 1979 Mihel; Kmecl Slovenski vaški pogreb, RTV Ljubljana
- 1979 Honore de Balzac; Hofmann Balzacov konj, RTV Ljubljana
- 1979 Georges; Wenzel Daleč od Hagondangea, RTV Ljubljana
- 1979 Drugi pripovedovalec; Kovačič Možiček med dimniki, RTV Ljubljana
- 1979 Carlo; Hieng Krvava ptica, RTV Ljubljana
- 1979 4. Moški glas; Skanata Tito, RTV Ljubljana
- 1978 Silakala Malakšmi; Sastry-Rao In konec zgodbe?, RTV Ljubljana
- 1978 Morski volk Hamurabi; Rudolf Strašen hrup v Tihem oceanu, RTV Ljubljana
- 1978 Kajžar; Milčinski Strme stopnice, RTV Ljubljana
- 1978 Ivan Pugelj; Sitar Ali lahko umre rudnik živega srebra?, RTV Ljubljana
- 1978 Fred Flax; Chessman Dviganje, RTV Ljubljana
- 1977 Tompa; Kranjec-Šamen Veselo gostuvanje, RTV Ljubljana
- 1977 Tommy Fletcher; Mortimer Strah gospoda Lubyja pred nebesi, RTV Ljubljana
- 1977 Očka; Zorman-Flere Nedeljska jutra, RTV Ljubljana
- 1977 Konj; Stojilkovic Hitreje, hitreje, RTV Ljubljana
- 1977 Fodor; Czurka Krtača za čevlje, RTV Ljubljana
- 1977 Andrija Božičkovic; Mader-Marković-Jokić-Crnković Ne priznavam tega sodišča, RTV Ljubljana
- 1976 Paznik Karel; Tušiak Nikec in Nabukadnezar, RTV Ljubljana
- 1976 Oče; Riehl Vreme se spreminja, RTV Ljubljana
- 1976 Mož; Lužan Tenka, bela stena, RTV Ljubljana
- 1976 Kamnoved; Puntar Drezanje v kamen, RTV Ljubljana
- 1976 Janoš; Mandy Predmeti, RTV Ljubljana
- 1976 Igralec; Petan Igralci, RTV Ljubljana
- 1976 Godec Iv; Suhodolčan Pikapolonček, RTV Ljubljana
- 1976 Glas; Cankar-Trekman Kurent, RTV Ljubljana
- 1976 Gašper Pretepenež; Gal Gašper Pretepenež, RTV Ljubljana
- 1976 Crv; Rudolf Ognjeni krst, RTV Ljublja
- 1975 Veselin; Smačoski Veliko pristanišče, RTV Ljubljana
- 1975 Tiger; Raby Tiger, RTV Ljubljana
- 1975 Starček; Strniša Driada III. (Velikan), RTV Ljubljana
- 1975 Obešenjak, pozneje Dedek; Strniša Driada 1. (Zajčki), RTV Ljubljana
- 1975 Gospod Teste; Valery-Flere Gospod Teste, RTV Ljubljana
- 1975 Gorazd; Svetina-Povše Ukana, RTV Ljubljana
- 1975 Drugi moški glas; Flere Uporne Slovenke, RTV Ljubljana
- 1975 Doktor Ristislav Chalupny; Aškenazy Mala strast z aprilskim snegom, RTV Ljubljana
- 1975 Ded Sredoje; Ilie Lovec Blisk ni umrl, RTV Ljubljana
- 1974 Zmaj; Puntar Vrata, ki škripljejo, RTV Ljubljana
- 1974 Stotnik; Klima Porotniki, RTV Ljubljana
- 1974 Slikar; Strniša Steklenica vode, RTV Ljubljana
- 1974 Mož; Kostie Upor, RTV Ljubljana
- 1974 Martin; Matošec Zgodba se začenja s koncem, RTV Ljubljana
- 1974 Jože; Puntar Dobro jutro, dober večer, RTV Ljubljana
- 1974 Jaz; Kaštelan Prizori s ptico, RTV Ljubljana
- 1974 Fra Tommaso Caccini; Šoljan Galileiev vnebohod, RTV Ljubljana
- 1974 Brian; O'Donnell Geronimo, moj dvojnik, RTV Ljubljana
- 1974 Ben; Pinget Noč, RTV Ljubljana
- 1974 Ali; Czurka Vsak trenutek ponuja čudež, RTV Ljubljana
- 1974 Aco; Uršič Odprta srca, RTV Ljubljana
- 1973 Volk; Rudolf Princ in ovce, RTV Ljubljana
- 1973 Volk; Ranfl Radio Huda luknja, RTV Ljubljana
- 1973 Vojvoda Massacanski Audiberti Stražnica; , RTV Ljubljana
- 1973 Stotnik; Vuga Steza do polnoči, RTV Ljubljana
- 1973 Sin; Kostic Svinja, RTV Ljubljana
- 1973 Robinzon; Ktihn Petek se uči govoriti, RTV Ljubljana
- 1973 Poležuh; Puntar Jabolko, RTV Ljubljana
- 1973 On; Durdevic Načrtovano življenje, RTV Ljubljana
- 1973 Moški glas; Karinthy Glasovi v prazno, RTV Ljubljana
- 1973 Krokar - poglavar; Lombard Civčiv in Živžav, RTV Ljubljana
- 1973 Jupiter; Moliere Amfifrion, RTV Ljubljana
- 1973 Jerom Stopistran; Tavčar-Trekman Grajski pisar, RTV Ljubljana
- 1973 Iks; Lužan Dan gospoda Iksa, RTV Ljubljana
- 1973 Dedal; Konstantinovic Ikarov let, RTV Ljubljana
- 1973 Besednik; Artaud-Portner Nebesnega oboka ni več, RTV Ljubljana
- 1972 Volk; Petan Obtoženi volk, RTV Ljubljana
- 1972 Vojvoda Furleyski; Lenz Najlepša slavnost tega sveta, RTV Ljubljana
- 1972 Starček; Puntar Gosli, RTV Ljubljana
- 1972 Ravnikar; Zajc Likvidacija, RTV Ljubljana
- 1972 Pinkpenk; Suhodolčan Pojoča hiša, RTV Ljubljana
- 1972 Petrič; Marinc Skrivnost kote 117, RTV Ljubljana
- 1972 On; Lombard V zgodovini, kakor tudi v naravi ali Tako je govoril Karl Marx, RTV Ljubljana
- 1972 Ognjemet; Marinc Pravljica o dobrem kralju, RTV Ljubljana
- 1972 Miška; Flisar Ukradena hiša, RTV Ljubljana
- 1972 Miha; Marinc Streli v votlini, RTV Ljubljana
- 1972 Meščan idr.; Korpilinna Vsakomur svoje, RTV Ljubljana
- 1972 Lehocki; Deak.. Medkrajevna, RTV Ljubljana
- 1972 Krmilar; Marinc Velika uganka, RTV Ljubljana
- 1972 Duško; Ivanov Tri bežna srečanja, RTV Ljubljana
- 1972 Bas; Lebovic. Svetloba in sence, RTV Ljubljana
- 1972 A 1013; Grigorescu V ringu, RTV Ljubljana
- 1971 Tornado; Zupan Suženjski trg, RTV Ljubljana
- 1971 Tegeus; Fry Feniks preveč, RTV Ljubljana
- 1971 Stric; Dolinar (Demšar) Pepelka 71, RTV Ljubljana
- 1971 Skušnjavec; Cankar-Ocvirk Aleš iz Razora, RTV Ljubljana
- 1971 Silvestro; Vittorini-Markovic Pogovori na Siciliji, RTV Ljubljana
- 1971 Razbojnik Cefizelj; Milčinski-Mejak Butalci, RTV Ljubljana
- 1971 Predsednik; Marine Zmešnjava pa taka, RTV Ljubljana
- 1971 Oče; Bulatovic Oči polne dima, RTV Ljubljana
- 1971 Oče Brezar; Winterfeld-Batta Priletela deklica, RTV Ljubljana
- 1971 Malaparte; Malaparte-Trekman Koža, RTV Ljubljana
- 1971 Kapitan; Gattey-Bramley Moore Križarjenje po Atlantiku, RTV Ljubljana
- 1971 John; Ashe Strah ob zori, RTV Ljubljana
- 1971 Henry Wildgoose Fisk-Maxwell Ena ptička odletela...; , RTV Ljubljana
- 1971 General; Lukeš Otroci, otroci vsega sveta, RTV Ljubljana
- 1971 Dušan Hajdukovic; Jovanovic Lekcija, RTV Ljubljana
- 1971 Drvar; Sandig Sedem skodelie čaja, RTV Ljubljana
- 1971 Dr. Wisdom; Mleinek Kralj je mrtev, RTV Ljubljana
- 1971 Doktor Vasil Dorm; Rehar Mojstrovine Sama Soma (4. Hypnosugerator), RTV Ljubljana
- 1971 Buck Murdock; Guillot-Hennies Red Kid iz Arizone, RTV Ljubljana
- 1971 Blaznež; Bulatovic O rokah, RTV Ljubljana
- 1971 Albert Laroche; Thomas Ahilova peta, RTV Ljubljana
- 1971 Abel; Pinget Abel in Bela, RTV Ljubljana
- 1971 Abbe; Hofmann Orfila, RTV Ljubljana
- 1971 7. Ilegalec - Ezop; Hurnik Ezop v glasbeni preobleki, RTV Ljubljana
- 1971 (Umetniška pripoved); Zupan Andante patetico, RTV Ljubljana
- 1971 (Umetniška pripoved); Pavlik Kje je medvedek?, RTV Ljubljana

v letih 1961 – 1970
- 1970 Lakotnik, volk; KrUss-Polder Lisjak Zvitorepec, RTV Ljubljana
- 1970 Carlo Mazzetti; Schi1ling Kolumbov predor, RTV Ljubljana
- 1970 Narodni pesnik; Levin Zgrabite vohuna, RTV Ljubljana
- 1970 Dawson; Hofmann Poročilo o kugi v Londonu leta 1665, RTV Ljubljana
- 1970 Ivan Petrovic; Matic-Depolo Odprta vrata noči, RTV Ljubljana
- 1970 Referent Kurepkat; Weissenborn-Frank Herojski zgled, RTV Ljubljana
- 1970 Kliment; Klima Ženin za Marcelo, RTV Ljubljana
- 1970 1. Robijaš; Colakovic-Belovic-Unkovski Hiša žalosti, RTV Ljubljana
- 1970 Mirni človek, Fant; Sušmel Trave, RTV Ljubljana
- 1970 Buldog; Gyula Svetlo modri Peter, RTV Ljubljana
- 1970 Gordon; Ecke Srebrni Buda, RTV Ljubljana
- 1970 Cigan; Flisar Vojaki ob koncu vojne, RTV Ljubljana
- 1970 Pijanec; Puntar Govor, RTV Ljubljana
- 1970 Gospodar; Kapor Življenjepis 1937, RTV Ljubljana
- 1970 Grom; Marinc Zmaj frfotaj, RTV Ljubljana
- 1970 Zapornik; Cašule-Obrenovic Vrtinec, RTV Ljubljana
- 1970 Tupperton; Davies (Mather) Naj ne ve levica..., RTV Ljubljana
- 1970 Oliver Mortis; Bergman Mesto, RTV Ljubljana
- 1970 SU 49, višji »zaščitnik«; Zamjatin-Heinz Mi, RTV Ljubljana
- 1969 Vran; H. C. Andersen - Flere Snežna kraljica, RTV Ljubljana
- 1969 Drvar; Nastasijevic Pravljica o drvarjevi sreči, RTV Ljubljana
- 1969 Lovec; Puntar A, RTV Ljubljana
- 1969 Pablo; Fratti Most, RTV Ljubljana
- 1969 Skeledros; Plautus-Pezzatti Hvalisavi vojščak, RTV Ljubljana
- 1969 On; Golubovic Imate radi Pariz?, RTV Ljubljana
- 1969 Prolog; Isakovic Kaljenje, RTV Ljubljana
- 1969 Besede; Beckett Besede in glasba, RTV Ljubljana
- 1969 Kevin Hey Hewster Zomala; RTV Ljubljana
- 1969 Veter; Pivin Suzanino čudovito potovanje, RTV Ljubljana
- 1969 Lirik; Kozak-Mejak Georgesova maska, RTV Ljubljana
- 1969 Krepelec; Marinc Dideldudel ima besedo, RTV Ljubljana
- 1969 Noel; Behan Selitev, Na vrtu, RTV Ljubljana
- 1969 Glavni urednik; 011ier Prenos atentata, RTV Ljubljana
- 1969 Pripovedovalec; Wilde-Trekman Ribič in njegova duša, RTV Ljubljana
- 1969 Jozo Horvat; Oljača-Trekman Kozara, RTV Ljubljana
- 1969 Drugi zasliševalec; Zupan Upor črvov, RTV Ljubljana
- 1969 Dragan Vovk-Voki; Tomovic Aricijski gaj, RTV Ljubljana
- 1969 Jožef; Bieler Missa, RTV Ljubljana
- 1969 Dick; Cooper Napad na Badajoz, RTV Ljubljana
- 1969 Mlinar; Puntar Medvedek zleze vase, RTV Ljubljana
- 1968 Cesar' Ming Ming Ce; Andersen-Cube Cesarjev slavček, RTV Ljubljana
- 1968 Govori on; Trutat Zgodba o jajcu, RTV Ljubljana
- 1968 John; Aichinger Gumbi RTV Ljubljana
- 1968 So1to; Pinter Večerna šola, RTV Ljubljana
- 1968 Oče; Hribar Dež za Sanjo, RTV Ljubljana
- 1968 Rudolf Jakob; Zupan S strahom in pilulo hrabrosti okrog sveta, RTV Ljubljana
- 1968 Albert; Stoppard Albertov most, RTV Ljubljana
- 1968 Črni mož; Suhodolčan Pepelka, RTV Ljubljana
- 1968 Mark Tulij Cicero; Wilder-Trekman Marčeve ide (1., II.), RTV Ljubljana
- 1967 Predsednik 2.; Waldmann Dubrovski, RTV Ljubljana
- 1967 Vratar; Faber. Ribič Abdulah ali skrivnostna skrinja, RTV Ljubljana
- 1967 Številka 3; Schroder. Neslišno noč se spušča na zemljo, RTV Ljubljana
- 1967 II. Glas; Kuzmanovič Svežnji, obešeni pod strop, RTV Ljubljana
- 1967 Mizar; Hacks Zgodba starega vdovca v letu 1637, RTV Ljubljana
- 1967 Geometer; Marinkovič Prah, RTV Ljubljana
- 1967; Alman; Bergman Divje jagode, RTV Ljubljana
- 1967 Mr. Mulligan; Ecke Moj črni vnuček, RTV Ljubljana
- 1967 (Monolog); Iwaszkiewicz Polet, RTV Ljubljana
- 1967 Gregorc; Puntar Po pasje, RTV Ljubljana
- 1967 Mladi mož; Forte Stena, RTV Ljubljana
- 1967 Dietrich; Ribič-Kmecl Stopinje v snegu, RTV Ljubljana
- 1967 Gospod Waldo; Thomas Pod mlečnim gozdom, RTV Ljubljana
- 1967 Dizma; Strniša Samorog, RTV Ljubljana
- 1967 Chincho; Hieng Cortesova vrnitev, RTV Ljubljana
- 1967 Antonio; Marceau V čast si štejem..., RTV Ljubljana
- 1966 Oče; Marodic Ministrant, RTV Ljubljana
- 1966 Priča 6; Weiss Raziskava (spevi 1-4, 6-8, 10), RTV Ljubljana
- 1966 Gospod , Skunk; Mularczyk Strrček Albert, RTV Ljubljana
- 1966 Tantadruj; Kosmač-Mejak Tantadruj, RTV Ljubljana
- 1966 Zmaj; Švarc Zmaj, RTV Ljubljana
- 1966 Prvi obisk; Bermange Poniževanje, RTV Ljubljana
- 1966 Propotej; Gor'kij Jegor Buličov in drugi, RTV Ljubljana
- 1966 Rudi; Zlobec Moška leta našega otroštva, RTV Ljubljana
- 1966 Krt; Brujič Deklica in metulj, RTV Ljubljana
- 1966 Norec; Weyrauch Aleksandrova bitka, RTV Ljubljana
- 1966 Brezdomec; Cuzzani Srednji napadalec je umrl ob zori, RTV Ljubljana
- 1966 Sam; Miller. Maček in mojster klepar, RTV Ljubljana
- 1965 Klaus; Rehmann Spanski bezeg iz Malchiena, RTV Ljubljana
- 1965 Aljoša; Plichta Obračun, RTV Ljubljana
- 1965 Hansy Mc Cunoh; Maltz-Berk Crni šaht, RTV Ljubljana
- 1965 Kendži Nagaoka; Schofer Pikadon, RTV Ljubljana
- 1965 Albert; Aškenazy Biskvit, RTV Ljubljana
- 1965 Strojevodja; Sušmel Rezervirano za babice, RTV Ljubljana
- 1965 Pravljičar; Druon Tistou z zelenimi palei, RTV Ljubljana
- 1965 Walter Beinicke; Weisenborn Zasledovalec, RTV Ljubljana
- 1965 Miličnik; Kumer Pisana žogica, RTV Ljubljana
- 1964 Nadzornik zdravstvene službe; Gogolj-Adamov Mrtve duše, RTV Ljubljana
- 1964 Peter Slemšek; Kališnik Neukradeni avto, RTV Ljubljana
- 1964 Volk, Albrecht Punčka se je vrnila, RTV Ljubljana
- 1964 Felipe; Bieler Leva stena, RTV Ljubljana
- 1964 Admiral Feral; Ruškuc Vozli, RTV Ljubljana
- 1964 Carlo Benavente; Hoerschelmann Solina, RTV Ljubljana
- 1964 Pisanko; Popovič Kot kraguljčkov cingljanje, RTV Ljubljana
- 1963 Jetnik; Cankar-Žižek Hlapec Jernej in njegova pravica, RTV Ljubljana
- 1963 Lefebvre; Sardou Madame Sans-Gene, RTV Ljubljana
- 1963 Kmet; Matošec Nihče ne ve, kako mi je ime, RTV Ljubljana
- 1963 Pavel; Čuk-Kavčič In articulo mortis, RTV Ljubljana
- 1963 Ginsberg; Andersch Smrt Jamesa Deana, RTV Ljubljana
- 1963 Mož II (Mož z železnico); Rozman Veter, RTV Ljubljana
- 1963 Volk Ostrozob; Marodic Serif Trepetlika, RTV Ljubljana
- 1963 Strežnik; Dagmar Beg, RTV Ljubljana
- 1961 Vali se; Beran Dva in dva je sedem, RTV Ljubljana
- 1961 Binder, Marodie Neukionljivi, RTV Ljubljana
- 1962 Medved; Copie Pionirji iz Tihega dola, RTV Ljubljana

v letih 1958 – 1960
- 1960 Pire gurej; Aveline Dijen Baba in košček sladkorja, RTV Ljubljana
- 1960 Sofer Buh; RTV Suhodolčan Deček v avtu, RTV Ljubljana
- 1960 Volk II; Popović Volk pred sodiščem, RTV Ljubljana
- 1959 Ječar; Sega-Ahačič Zgode in nezgode kraljevskega dvora, RTV Ljubljana
- 1959 Petek; Ingolič-Žižek Obtožujem, RTV Ljubljana
- 1958 Žukov; Kataev Blešči se jadro mi samotno. Pristava v stepi, RTV Ljubljana
- 1958 Valpet Kis; Suhodolčan Najlepši smeh, RTV Ljubljana

## Zvočni posnetki
- Boter petelin
- Mojca Pokrajculja in druge slovenske pravljice
- Walt Disney: Mala morska deklica
- Janez Bitenc: Tri muce in druge glasbene pravljice

## Libreto
- & Jeras, Švara Nina, SNG Opera Ljubljana 1963/64 in 1974/75

## Režija
- 1962/63 Rožanc Svatba, Oder 57

## Drugo
- 1986 Recitator; Osrednja proslava ob 400-letnici Trubarjeve smrti, Raščica
- 1981 Martin Krpan; Fran Levstik Martin Krpan, Ljudski tabor ob 150-letnici Levstikovega rojstva, Retje
- 1978 Recitator; Osrednja proslava ob 100-letnici Župančičevega rojstva, SNG Opera, Ljubljana
- 1977 Fulež; Kislinger-Bibič Debele zgodbe Petra Fuleža (monodrama)
- 1976 Hlapec Jernej; Cankar-Kozak Hlapec Jernej, Osrednja proslava ob 100-letnici Cankarjevega rojstva, Hala Tivoli, Ljubljana
- 1969 Ceremoniar, Regnault de Chartres, Gui11ame de Flavy, Klerik, Miha, Duhovnik; Honegger-Claudel Devica Orleanska na grmadi (scenski oratorij), Slovenska filharmonija, Ljubljana. [1]

## Nagrade
- 1958 študentska Prešernova nagrada AIU
- 1965 nagrada Prešernovega sklada za vlogi Norca v Shakespearovem Kralju Laeru in Williama Shakespera v TV drami Candonija Shakespeare
- 1967 radijska igra Kosmača-Mejaka Tantadruj (vloga Tantadruja) je prejela nagrado italijanske RTV na tekmovanju Prix Italia
- 1970 nagrada Borštnikovega srečanja v Mariboru za vlogo Mosce v Jonsonovem Volponu
- 1970 nagrada na Tednu jugoslovanskega radia v Ohridu za vlogo Drugega zasliševalca v radijski igri Zupana Upor črvov
- 1971 nagrada na Boršnikovem srečanju v Mariboru za vlogo Podsekalnikova v Erdmanovem Samomorilcu (tudi nagrada občinstva)
- 1971 Zlati venec na Tednu eksperimentalnih gledališč v Sarajevu za vlogo Točaja v Strniševih Žabah
- 1971 mladinska TV igra Jugielewitzeve Srečni metulj (vloga Slikarja) je prejela Prix Jeunesse International na tekmovanju v Munchnu 1970 (kategorija Otroci do 7. leta) in bila uvrščena med 4 najboljše prikazane oddaje sveta na pregledu otroških TV oddaj na New Hampshire Network v Durhamu v ZDA
- 1972 nagrada na Tednu jugoslovanskega radia v Ohridu za vlogo Starca v radijski igri za otroke Puntarja Gosli
- 1974 nagrada za najboljšo vlogo na festivalu JRT v Portorožu za TV vlogo Gospoda v Grum-Uršičevi Josipini
- 1974 Zupančičeva nagrada za oblikovanje monodrame Lužana Zivelo življenje Luke D.
- 1974 nagrada na Tednu jugoslovanskega radia v Ohridu za vlogo Gospoda Iksa v radijski igri Lužana Dan gospoda Iksa
- 1975 nagrada Borštnikovega srečanja v Mariboru za vlogo Slatterry ja v Storeyevi Kmetiji
- 1977 skupinska Prešernova nagrada za izvedbo Hlapca Jerneja na osrednji proslavi ob 100-letnici Cankarjevega rojstva
- 1978 nagrada za najboljšo igralsko stvaritev na festivalu JRT v Portorožu za TV vlogo Jožeta Petkovška v Hiengovem Norem malarju
- 1980 Zlati lovorov venec na jugoslovanskem festivalu malih in eksperimentalnih odrov v Sarajevu
- 1980 Nagrada žirije občinstva na Borštnikovem srečanju v Mariboru za vlogo Voranca v Zajčevem Vorancu
- 1981 skupinska nagrada za dramsko igro na Borštnikovem srečanju v Mariboru za vlogo v uprizoritvi SSG Trst Shakespearovega Kar hočete
- 1981 Borštnikova diploma za jezik v vlogi Komarja v Cankarjevih Hlapcih
- 1981 nagrada Občine Ljubljana-Center za uspešno vodenje Drame SNG Ljubljana
- 1981 Radijska igra Hienga Krvava ptica (vloga Carlo) je prejela nagrado Ondas na tekmovanju Premios Ondas v Barceloni. leta.
- 1982 kipec Ostrovrhar - priznanje Kulturne skupnosti občine Ljubljana-Siška
- 1984 Sterijeva nagrada za najboljšo moško vlogo na jugoslovanskih gledaliških igrah v Novem Sadu
- 1984 nagrada Zlati smeh satiričnega gledališča Jazavac v Zagrebu
- 1984 nagrada žirije občinstva Borštnikovega srečanja v Mariboru za vlogo Jožeta Maleka v Part1jičevem Moj ata, socialistični kulak
- 1984 Borštnikov prstan
- 1984 nagrada Viba filma - prezrte vrednote Tedna domačega filma v Celju za vlogo Tomaža v Dediščini
- 1985 Prešernova nagrada
- 1986 Igralec leta za vlogo Primoža Trubarja v filmu Heretik, Teden domačega filma Celje
- 1991 Mednarodna nagrada na Slovanskem srečanju gledališč v Minsku, za vlogo Jožfa v Jančarjevi igri Zalezujoč Godota
- 1996 Srebrni častni znak svobode Republike Slovenije, ki ga podeljuje Predsednik Republike Slovenije